# 2827 Vellamo
2827 Vellamo este un asteroid din centura principală, descoperit pe 11 februarie 1942, de Liisi Oterma.